# Anectopia atrata
Anectopia atrata är en insektsart som beskrevs av Frederick Arthur Godfrey Muir 1917. Anectopia atrata ingår i släktet Anectopia och familjen sporrstritar. Inga underarter finns listade i Catalogue of Life.